# Campionato del mondo di scacchi 1963
Il campionato del mondo di scacchi 1963 vide affrontarsi Michail Botvinnik, campione in carica, e Tigran Petrosjan, che conquistò il titolo vincendo il match per 12,5-9,5. Si svolse a Mosca tra il 23 marzo e il 20 maggio.

## Qualificazioni

### Tornei zonali
I tornei zonali furono nove; il numero di giocatori qualificati da ogni zona era determinato dalla forza dei giocatori più rappresentativi.
| Zona               | Luogo del torneo            | Qualificati                                                         |
| ------------------ | --------------------------- | ------------------------------------------------------------------- |
| Europa occidentale | Madrid                      | Svetozar Gligorić, Arturo Pomar, Lajos Portisch                     |
| Europa centrale    | Berg en Dal/Mariánské Lázně | Friðrik Ólafsson, Rudolf Teschner, Miroslav Filip, Wolfgang Uhlmann |
| Europa orientale   | Budapest                    | Gedeon Barcza, István Bilek, Mario Bertok                           |
| Unione Sovietica   | Mosca                       | Tigran Petrosjan, Viktor Korčnoj, Juchym Heller, Leonid Štejn       |
| Stati Uniti        | New York                    | Bobby Fischer, Arthur Bisguier, Pál Benkő                           |
| Canada             |                             | Daniel Yanofsky                                                     |
| America centrale   | Caracas                     | Miguel Cuéllar                                                      |
| Sudamerica         | San Paolo del Brasile       | Julio Bolbochán, Samuel Schweber, Eugênio German                    |
| Asia               | Madras                      | Manuel Aaron                                                        |

### Interzonale
23 giocatori parteciparono al torneo interzonale che si tenne a Stoccolma dal 27 gennaio al 6 marzo 1962. Il torneo si svolse con la formula del girone all'italiana e fu vinto da Robert Fischer con 17,5 punti su 22, 2,5 punti davanti a Juchym Heller e Tigran Petrosjan. Per decretare il sesto e ultimo qualificato fu necessario uno spareggio a tre giocatori, vinto da Pál Benkő.
|    |                         | 1 | 2 | 3 | 4 | 5 | 6 | 7 | 8 | 9 | 10 | 11 | 12 | 13 | 14 | 15 | 16 | 17 | 18 | 19 | 20 | 21 | 22 | 23 | W  | D  | L  | Totale | Posizione |
| -- | ----------------------- | - | - | - | - | - | - | - | - | - | -- | -- | -- | -- | -- | -- | -- | -- | -- | -- | -- | -- | -- | -- | -- | -- | -- | ------ | --------- |
| 1  | Bobby Fischer (USA)     | – | ½ | ½ | 1 | ½ | ½ | ½ | ½ | ½ | 1  | ½  | 1  | 1  | 1  | 1  | 1  | 1  | 1  | 1  | 1  | ½  | 1  | 1  | 13 | 9  | 0  | 17½    | 1         |
| 2  | Efim Geller (USSR)      | ½ | – | ½ | ½ | ½ | ½ | 1 | 1 | 1 | 1  | 0  | ½  | 1  | ½  | 1  | 1  | 1  | ½  | ½  | ½  | 1  | 0  | 1  | 10 | 10 | 2  | 15     | 2–3       |
| 03 | Tigran Petrosian (USSR) | ½ | ½ | – | ½ | ½ | ½ | ½ | ½ | ½ | ½  | 1  | 1  | ½  | ½  | 1  | ½  | ½  | 1  | 1  | 1  | 1  | ½  | 1  | 8  | 14 | 0  | 15     | 2–3       |
| 04 | Viktor Korchnoi (USSR)  | 0 | ½ | ½ | – | 1 | ½ | ½ | ½ | ½ | 0  | 1  | 1  | ½  | 1  | 1  | ½  | ½  | 1  | ½  | 1  | 1  | 0  | 1  | 9  | 10 | 3  | 14     | 4–5       |
| 05 | Miroslav Filip (TCH)    | ½ | ½ | ½ | 0 | – | ½ | ½ | 1 | 0 | ½  | ½  | ½  | 1  | 1  | ½  | ½  | 1  | ½  | 1  | ½  | 1  | 1  | 1  | 8  | 12 | 2  | 14     | 4–5       |
| 06 | Svetozar Gligorić (YUG) | ½ | ½ | ½ | ½ | ½ | – | ½ | 0 | ½ | ½  | ½  | 1  | ½  | 1  | 0  | 1  | 1  | ½  | ½  | 1  | ½  | 1  | 1  | 7  | 13 | 2  | 13½    | 6–8       |
| 07 | Pál Benkő (USA)         | ½ | 0 | ½ | ½ | ½ | ½ | – | ½ | 1 | ½  | ½  | 0  | ½  | ½  | 1  | 1  | 0  | 1  | 1  | 1  | ½  | 1  | 1  | 8  | 11 | 3  | 13½    | 6–8       |
| 08 | Leonid Stein (USSR)     | ½ | 0 | ½ | ½ | 0 | 1 | ½ | – | 0 | 1  | ½  | 0  | 1  | ½  | ½  | 1  | 1  | ½  | ½  | 1  | 1  | 1  | 1  | 9  | 9  | 4  | 13½    | 6–8       |
| 09 | Wolfgang Uhlmann (GDR)  | ½ | 0 | ½ | ½ | 1 | ½ | 0 | 1 | – | 0  | 1  | 1  | ½  | 0  | 1  | 1  | 0  | 1  | 1  | 1  | 0  | 1  | 0  | 10 | 5  | 7  | 12½    | 9–10      |
| 10 | Lajos Portisch (HUN)    | 0 | 0 | ½ | 1 | ½ | ½ | ½ | 0 | 1 | –  | ½  | ½  | ½  | ½  | ½  | 1  | 1  | 1  | 0  | 1  | 1  | 1  | 0  | 8  | 9  | 5  | 12½    | 9–10      |
| 11 | Arturo Pomar (ESP)      | ½ | 1 | 0 | 0 | ½ | ½ | ½ | ½ | 0 | ½  | –  | ½  | 0  | 0  | 1  | ½  | 1  | ½  | 1  | ½  | 1  | 1  | 1  | 7  | 10 | 5  | 12     | 11–12     |
| 12 | Friðrik Ólafsson (ISL)  | 0 | ½ | 0 | 0 | ½ | 0 | 1 | 1 | 0 | ½  | ½  | –  | ½  | 0  | ½  | ½  | ½  | 1  | 1  | 1  | 1  | 1  | 1  | 8  | 8  | 6  | 12     | 11–12     |
| 13 | Julio Bolbochán (ARG)   | 0 | 0 | ½ | ½ | 0 | ½ | ½ | 0 | ½ | ½  | 1  | ½  | –  | ½  | ½  | ½  | 1  | ½  | 1  | ½  | ½  | 1  | 1  | 5  | 13 | 4  | 11½    | 13        |
| 14 | Gedeon Barcza (HUN)     | 0 | ½ | ½ | 0 | 0 | 0 | ½ | ½ | 1 | ½  | 1  | 1  | ½  | –  | ½  | ½  | ½  | ½  | ½  | ½  | 1  | 0  | 1  | 5  | 12 | 5  | 11     | 14–15     |
| 15 | István Bilek (HUN)      | 0 | 0 | 0 | 0 | ½ | 1 | 0 | ½ | 0 | ½  | 0  | ½  | ½  | ½  | –  | ½  | 1  | ½  | 1  | 1  | 1  | 1  | 1  | 7  | 8  | 7  | 11     | 14–15     |
| 16 | Arthur Bisguier (USA)   | 0 | 0 | ½ | ½ | ½ | 0 | 0 | 0 | 0 | 0  | ½  | ½  | ½  | ½  | ½  | –  | ½  | ½  | 1  | ½  | 1  | 1  | 1  | 4  | 11 | 7  | 9½     | 16        |
| 17 | Daniel Yanofsky (CAN)   | 0 | 0 | ½ | ½ | 0 | 0 | 1 | 0 | 1 | 0  | 0  | ½  | 0  | ½  | 0  | ½  | –  | ½  | 1  | ½  | ½  | 0  | ½  | 3  | 9  | 10 | 7½     | 17–18     |
| 18 | Mario Bertok (YUG)      | 0 | ½ | 0 | 0 | ½ | ½ | 0 | ½ | 0 | 0  | ½  | 0  | ½  | ½  | ½  | ½  | ½  | –  | ½  | 0  | ½  | 1  | ½  | 1  | 13 | 8  | 7½     | 17–18     |
| 19 | Eugenio German (BRA)    | 0 | ½ | 0 | ½ | 0 | ½ | 0 | ½ | 0 | 1  | 0  | 0  | 0  | ½  | 0  | 0  | 0  | ½  | –  | ½  | ½  | 1  | 1  | 3  | 8  | 11 | 7      | 19–20     |
| 20 | Samuel Schweber (ARG)   | 0 | ½ | 0 | 0 | ½ | 0 | 0 | 0 | 0 | 0  | ½  | 0  | ½  | ½  | 0  | ½  | ½  | 1  | ½  | –  | 1  | ½  | ½  | 2  | 10 | 10 | 7      | 19–20     |
| 21 | Rudolf Teschner (FRG)   | ½ | 0 | 0 | 0 | 0 | ½ | ½ | 0 | 1 | 0  | 0  | 0  | ½  | 0  | 0  | 0  | ½  | ½  | ½  | 0  | –  | 1  | 1  | 3  | 7  | 12 | 6½     | 21        |
| 22 | Miguel Cuéllar (COL)    | 0 | 1 | ½ | 1 | 0 | 0 | 0 | 0 | 0 | 0  | 0  | 0  | 0  | 1  | 0  | 0  | 1  | 0  | 0  | ½  | 0  | –  | ½  | 4  | 13 | 15 | 5½     | 22        |
| 23 | Manuel Aaron (IND)      | 0 | 0 | 0 | 0 | 0 | 0 | 0 | 0 | 1 | 1  | 0  | 0  | 0  | 0  | 0  | 0  | ½  | ½  | 0  | ½  | 0  | ½  | –  | 2  | 4  | 16 | 4      | 23        |

|   |                         | 1   | 2   | 3   | Totale |
| - | ----------------------- | --- | --- | --- | ------ |
| 1 | Leonid Stein (USSR)     | x x | ½ ½ | 1 1 | 3/4    |
| 2 | Pál Benkő (USA)         | ½ ½ | x x | 1 – | 2/3    |
| 3 | Svetozar Gligorić (YUG) | 0 0 | 0 – | x x | 0/3    |

### Torneo dei candidati
Il torneo dei Candidati si svolse a Curaçao tra il 2 maggio e il 26 giugno 1962 tra sei qualificati dell'interzonale più Michail Tal' (ultimo sfidante per il titolo mondiale) e Paul Keres (secondo al precedente torneo dei Candidati). I giocatori si affrontarono in un quadruplo girone all'italiana, che fu vinto da Petrosjan; Tal non giocò l'ultima rotazione a causa di problemi di salute.
| Pos. | Giocatore                            | Petrosjan | Keres   | Heller  | Fischer | Korčnoj | Benkő   | Tal'    | Filip   | Totale |
| ---- | ------------------------------------ | --------- | ------- | ------- | ------- | ------- | ------- | ------- | ------- | ------ |
| 1    | Tigran Petrosjan ( Unione Sovietica) | -         | ½ ½ ½ ½ | ½ ½ ½ ½ | ½ 1 ½ ½ | ½ ½ 1 1 | ½ ½ 1 ½ | 1 1 ½ - | ½ 1 1 ½ | 17,5   |
| 2    | Paul Keres ( Unione Sovietica)       | ½ ½ ½ ½   | -       | ½ ½ ½ ½ | 0 ½ 1 ½ | ½ ½ 1 ½ | 1 1 1 0 | 1 ½ 1 - | ½ 1 1 ½ | 17     |
| 3    | Juchym Heller ( Unione Sovietica)    | ½ ½ ½ ½   | ½ ½ ½ ½ | -       | 1 1 ½ 0 | ½ ½ 1 ½ | ½ ½ ½ 1 | ½ 1 1 - | ½ 1 1 ½ | 17     |
| 4    | Robert Fischer ( Stati Uniti)        | ½ 0 ½ ½   | 1 ½ 0 ½ | 0 0 ½ 1 | -       | 0 1 0 ½ | 0 1 ½ 1 | ½ 1 ½ - | 1 ½ 1 ½ | 14     |
| 5    | Viktor Korčnoj ( Unione Sovietica)   | ½ ½ 0 0   | ½ ½ 0 ½ | ½ ½ 0 ½ | 1 0 1 ½ | -       | ½ ½ ½ 0 | 1 0 ½ - | 1 1 1 1 | 13,5   |
| 6    | Pál Benkő ( Stati Uniti)             | ½ ½ 0 ½   | 0 0 0 1 | ½ ½ ½ 0 | 1 0 ½ 0 | ½ ½ ½ 1 | -       | 1 0 ½ - | 0 1 1 ½ | 12     |
| 7    | Michail Tal' ( Unione Sovietica)     | 0 0 ½ -   | 0 ½ 0 - | ½ 0 0 - | ½ 0 ½ - | 0 1 ½ - | 0 1 ½ - | -       | 1 0 ½ - | 7      |
| 8    | Miroslav Filip ( Cecoslovacchia)     | ½ 0 0 ½   | ½ 0 0 ½ | ½ 0 0 ½ | 0 ½ 0 ½ | 0 0 0 0 | 1 0 0 ½ | 0 1 ½ - | -       | 7      |

## Campionato del mondo
Il campionato del mondo si svolse a Mosca, al meglio delle 24 partite. Petrosjan vinse per 12,5 a 9,5.
|                                       | 1 | 2 | 3 | 4 | 5 | 6 | 7 | 8 | 9 | 10 | 11 | 12 | 13 | 14 | 15 | 16 | 17 | 18 | 19 | 20 | 21 | 22 | 23 | 24 | Totale |
| ------------------------------------- | - | - | - | - | - | - | - | - | - | -- | -- | -- | -- | -- | -- | -- | -- | -- | -- | -- | -- | -- | -- | -- | ------ |
| Tigran Petrosjan ( Unione Sovietica)  | 0 | ½ | ½ | ½ | 1 | ½ | 1 | ½ | ½ | ½  | ½  | ½  | ½  | 0  | 1  | ½  | ½  | 1  | 1  | ½  | ½  | ½  | -  | -  | 12,5   |
| Michail Botvinnik ( Unione Sovietica) | 1 | ½ | ½ | ½ | 0 | ½ | 0 | ½ | ½ | ½  | ½  | ½  | ½  | 1  | 0  | ½  | ½  | 0  | 0  | ½  | ½  | ½  | -  | -  | 9,5    |

## Accuse di collusione
Ciò che rese la competizione famosa e molto discussa furono le accuse di collusione fra giocatori sovietici nel corso del torneo dei candidati. 
Petrosjan, Keres e Heller, che furono i primi tre qualificati del torneo, pareggiarono tutti e 12 gli scontri diretti giocati tra loro in partite durate in media 19 mosse.
Poco dopo il torneo Fischer accusò pubblicamente i sovietici di essere collusi al fine di impedire a qualunque giocatore non sovietico di vincere. Le sue accuse riguardavano due argomenti: il primo era che Petrosjan, Heller e Keres si erano accordati in precedenza per pareggiare tra di loro, il secondo era che Korčnoj avesse pareggiato di proposito le partite iniziali ed in seguito avesse perso appositamente alcune partite.
La prima accusa, ovvero l'esistenza di accordi tra i sovietici per pareggiare tra loro, è generalmente ritenuta veritiera. Sebbene i tre diretti interessati non ammisero mai ciò pubblicamente, Yuri Averbakh, che al tempo era a capo del team sovietico, confermò l'esistenza di tale collusione in un'intervista del 2002. Egli spiegò che ciò fu dovuto al fatto che Keres, essendo il partecipante con più anni, intendette risparmiare energie mentali giocando meno partite mentre Petrosjan e Heller erano buoni amici ed avevano spesso pareggiato appositamente anche in passato.
La seconda e più grave accusa, ovvero il fatto che Korčnoj avesse perso appositamente contro gli altri sovietici, è invece dubbia. Korčnoj disertò dall'Unione Sovietica nel 1976 e non affermò mai di essere stato costretto a perdere partite appositamente anche se la sua condotta nel corso delle competizioni di massimo livello fu messa in discussione nuovamente nel corso dell'edizione del 1981. Dominic Lawson definì tale accusa "assurda", facendo notare il fatto che il principale beneficiario dei risultati di tali partite fu Petrosjan, il quale era detestato da Korčnoj. Inoltre fu fatto notare che il distacco di Fischer dai primi tre classificati era notevole e pertanto non era necessario sacrificare volontariamente le partite di Korčnoj per assicurare il predominio dei sovietici nel torneo. A proposito delle partite pareggiate in poche mosse, Korčnoj scrisse:
"Quella fu forse l'unica occasione in cui le autorità sovietiche non intervenirono per determinare il risultato di una competizione che coinvolgesse partecipanti sovietici. In tale occasione fu Petrosjan che organizzò personalmente la collusione aiutato dal suo amico Heller. Keres era un uomo saggio, ma non astuto, ed accettò di stare al gioco anche se avrebbe potuto rifiutare. I tre giocatori si accordarono privatamente per pareggiare tutte le partite giocate tra loro. Tal' ed io non eravamo inclusi in tale progetto. Alla fine gli altri due si allearono contro Keres."
Vi furono inoltre accuse riguardanti il fatto che nella partita decisiva tra Benkő e Keres del penultimo round (che fu vinta da Benkő), Petrosjan e Heller avrebbero cospirato contro Keres, offrendosi di aiutare Benkő. Benkő scrisse che i due si offrirono per aiutarlo ad analizzare la posizione aggiornata ma che lui avrebbe rifiutato tale offerta.

### Conseguenze
In seguito a tali pesanti accuse, la FIDE fu costretta a cambiare il formato dei successivi tornei dei candidati che non furono più disputati come girone all'italiana ma divennero invece tornei a eliminazione diretta. Tale modalità fu adottata dalla FIDE in numerose edizioni fino a quando nell'edizione del 2013 il torneo dei candidati tornò ad avere la formula di doppio girone all'italiana.
Il cambiamento del regolamento impedì inoltre a Botvinnik di poter sfidare nuovamente Petrosjan per tentare di riconquistare il titolo. In quanto campione del mondo uscente, egli avrebbe avuto comunque il diritto di partecipare al torneo dei candidati dell'edizione successiva, tuttavia decise di non avvalersi di tale diritto e di ritirarsi dalla competizione per il titolo mondiale, pur rimanendo attivo negli scacchi agonistici fino al 1970.